# Brujeria
Brujeria este o formație extreme metal mexicano-americană fondată în Tijuana, Mexicali în 1989. Denumirea formației din spaniolă înseamnă "vrăjitorie". Cântecele lor, care sunt interpretate în spaniolă, sunt concentrate asupra satanismului, anticreștinismului, sexului, imigrației, a contrabandei de droguri, și a politicii. Portretizând o imagine de mexican și și cu o atitudine dură anti-americană, majoritatea membrilor formației sunt de origine mexicană, unii fiind americani, suedezi sau britanici. În plus, formația nu este din California, Statele Unite, contrar credinței populare.
Brujeria este un proiect lateral al chitaristului Dino Cazares (membru fondato al formației Fear Factory), și include artiști ca Billy Gould, Nicholas Barker, Raymond Herrera, Jeff Walker și Shane Embury. Ei evoluează sub pseudonime și se prezintă ca o formație Latino constând din baroni ai drogurilor, ascunzându-și identitatea lor din cauza că ar fi doriți de FBI. În clipuri video și fotografii ale trupei, ei sunt prezentați purtând bandane, balaclava, serapes, și adesea sunt prezentați înarmați cu machete.

## Membrii formației

### Membri actuali
- Juan Brujo (John Lepe) - vocal (1989–prezent)
- Pinche Peach - vocal, sampler (1989–prezent)
- Fantasma (Pat Hoed) - vocal, chitară bas (1989–prezent), baterie (1989)
- El Cynico (Jeffrey Walker) - chitară bas, chitară, vocal (2006–prezent)
- Hongo (Shane Embury) - chitară (în trecut chitară bas), programare (1989–prezent)
- Podrido (Adrian Erlandsson) - baterie (2006–prezent)
- Hongo Jr. (Nicholas Barker) - baterie (2005-2005, 2014–prezent)
- Cuernito - chitară (2013–prezent)

### Foști membri
- Asesino (Dino Cazares) - chitară (1989–2005)
- Hongo Jr. (Nicholas Barker) - baterie (2000–2005)
- Güero Sin Fe (Billy Gould) - chitară bas, chitară (1989–2002)
- Greñudo (Raymond Herrera) - baterie (1993–2002)
- El Angelito (Tony Laureano) - baterie (2006-)
- El Embrujado (Patrik Jensen)- chitară (1997-)
- Cristo de Pisto (Jesse Pintado) - chitară (2000)
- El Sadistico (Emilio Marquez) - baterie
- Marijuano (Control) Machete DJ (Antonio Hernandez) - vocal, electronică, sampler
- Pito Wilson (Jello Biafra) - vocal, suport
- Pititis (Gaby Dominguez) - vocal feminin, back vocal, chitară
- Maldito X (Tony Campos) - vocal (2001)

## Discografie

### Albume
| An   | Titlu          | Label         | Format | Note |
| ---- | -------------- | ------------- | ------ | --- |
| 1993 | Matando Güeros | Roadrunner    | CD     | - Debut album. - The album was banned in many places for its cover and content; the front cover depicts a person out of shot holding up a severed head. |
| 1995 | Raza Odiada    | Roadrunner    | CD     | |
| 2000 | Brujerizmo     | Roadrunner    | CD     | This is the last album recorded with the two original members, Asesino and Güero Sin Fe.                                                                |
| 2016 | Pocho Aztlan   | Nuclear Blast | CD     | First studio album in 25 years, and its first release with El Cynico on bass and Podrido on drums.                                                      |

### Single-uri și EP-uri
- 1990 - ¡Demoniaco! (Nemesis Records)
- 1992 - ¡Machetazos! (Alternative Tentacles)
- 1994 - El Patron (Alternative Tentacles)
- 2000 - Marijuana (Kool Arrow Records)
- 2008 - Debilador (Independent)
- 2009 - No Aceptan Imitaciones (Independent)
- 2010 - California Uber Aztlan (Independent)
- 2014 - Angel Chilango (Independent)
- 2016 - Viva Presidente Trump! (Nuclear Blast)
- 2019 - Amaricon Czar (Nuclear Blast)
- 2020 - COVID-666 (Nuclear Blast)

### Albume compilații
- 1994 - Best of Grindcore and Destruction (Priority Records)
- 1999 - Spanglish 101 (Kool Arrow Records)
- 2001 - Mextremist! Greatest Hits (Kool Arrow Records)
- 2003 - The Mexecutioner! - The Best of Brujeria (Roadrunner Records)
- 2006 - The Singles